# Jonas qui aura 25 ans en l'an 2000
Pour plus de détails, voir Fiche technique et Distribution.
Jonas qui aura 25 ans en l'an 2000 est un film franco-suisse réalisé par Alain Tanner, sorti en 1976.

## Synopsis
Au lendemain de Mai 68, les destins de quatre couples s'entremêlent dans le canton de Genève : un professeur d'histoire et une caissière frontalière (Miou-Miou) aux allures de Robin des Bois qui apporte son soutien et sa compagnie à un retraité des chemins de fer (Raymond Bussières) habitant Annemasse; un paysan amoureux des baleines et sa femme adepte d'écologie; un ouvrier typographe au chômage (Rufus) et sa femme enceinte (Myriam Boyer); un correcteur dans un journal (Jean-Luc Bideau) et une secrétaire d'un banquier, adepte du tantrisme.

## Analyse et commentaire

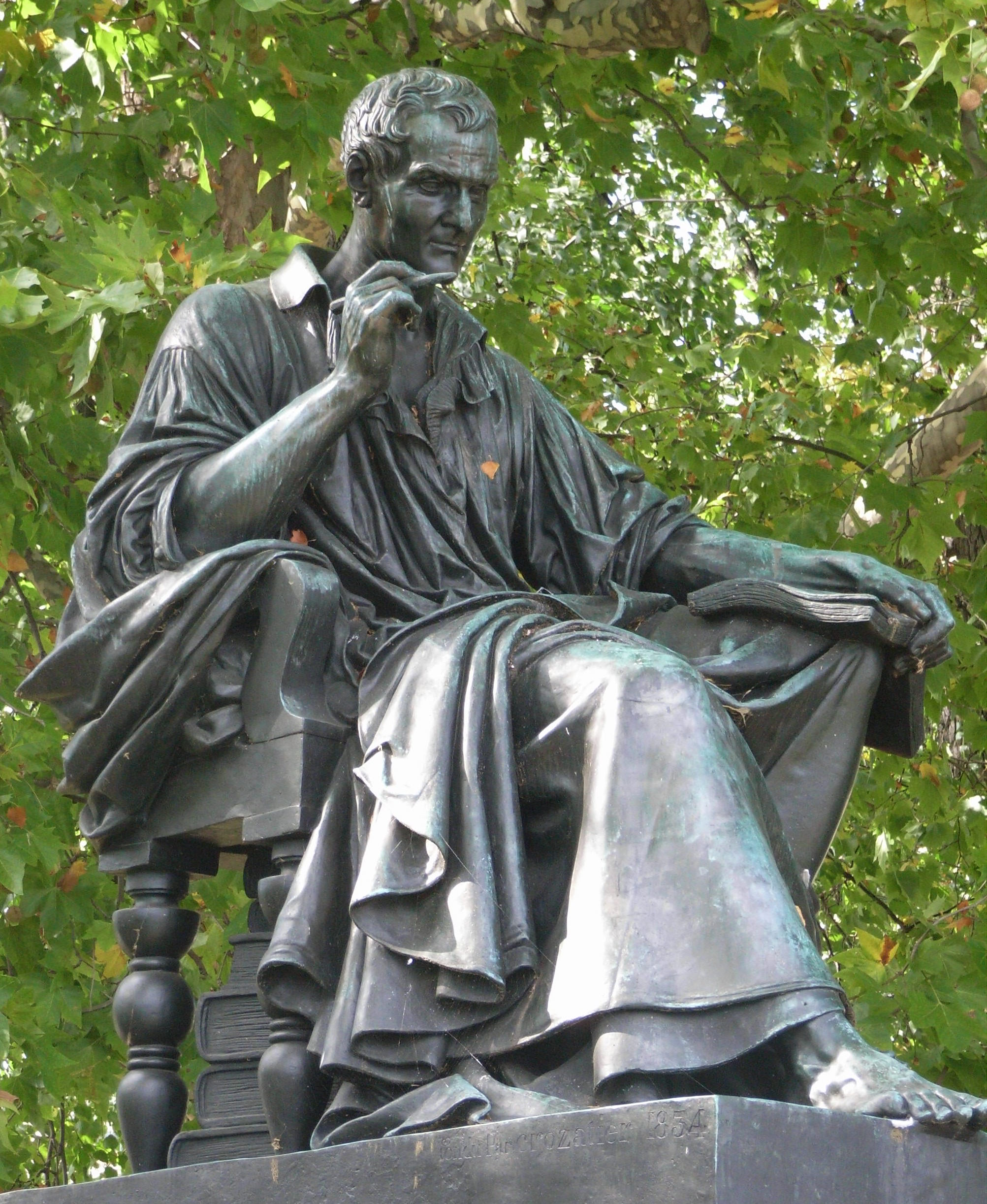
Statue de Jean-Jacques Rousseau à Genève

- Alain Tanner a collaboré avec l'écrivain John Berger pour le scénario et les dialogues[1].

- Le film cite en voix off, au début et à la fin, deux extraits du livre Émile ou De l'éducation de Jean-Jacques Rousseau, alors qu'est filmée sa statue sur l'île Rousseau à Genève :

« Toute notre sagesse consiste en préjugés serviles; tous nos usages ne sont qu’assujettissement, gêne et contrainte. L’homme civil naît, vit et meurt dans l’esclavage : à sa naissance on le coud dans un maillot; à sa mort on le cloue dans une bière; tant qu’il garde la figure humaine, il est enchaîné par nos institutions. »
« Les besoins changent selon la situation des hommes. Il y a bien de la différence entre l’homme naturel vivant dans l’état de nature, et l’homme naturel vivant dans l’état de société. Émile n’est pas un sauvage à reléguer dans les déserts, c’est un sauvage fait pour habiter les villes. »
- Les noms des personnages sont tous des noms de communes genevoises.

- Le film Jonas et Lila, à demain, réalisé par Tanner en 1999, peut-être considéré comme une suite de Jonas qui aura 25 ans en l'an 2000[2].

## Fiche technique
- Titre : Jonas qui aura 25 ans en l'an 2000
- Réalisation : Alain Tanner, assisté de Laurent Ferrier
- Scénario : Alain Tanner et John Berger
- Production : Action Films, Citel Films et Radio Télévision Suisse Romande
- Musique : Jean-Marie Sénia
- Photographie : Renato Berta
- Montage : Brigitte Sousselier
- Pays d'origine :  France et  Suisse
- Tournage : Genève
- Format : couleur et noir et blanc - 35 mm
- Genre : comédie dramatique
- Durée : 110 minutes
- Date de sortie : 1er décembre 1976

## Distribution
- Jean-Luc Bideau : Max Satigny
- Myriam Boyer : Mathilde Vernier
- Raymond Bussières : Charles
- Jacques Denis : Marco Perly
- Roger Jendly : Marcel Certoux
- Dominique Labourier : Marguerite Certoux
- Myriam Mézières : Madeleine
- Miou-Miou : Marie
- Rufus : Mathieu Vernier